# Thomas Endres
Thomas Endres (Würzburg, 12 settembre 1969) è un ex schermidore tedesco, vincitore di una medaglia d'argento nella scherma ai giochi olimpici.